# جورجیو روگنونی
جورجیو روگنونی (انگلیسی: Giorgio Rognoni; ۲۶ اکتبر ۱۹۴۶ – ۲۰ مارس ۱۹۸۶) بازیکن فوتبال اهل ایتالیا بود.
از باشگاه‌هایی که در آن بازی کرده‌است می‌توان به باشگاه فوتبال مودنا، باشگاه فوتبال فوجا، باشگاه فوتبال پیستویزه، باشگاه فوتبال چزنا، و باشگاه فوتبال آ.ث. میلان اشاره کرد.